# 24940 Sankichiyama
A 24940 Sankichiyama (ideiglenes jelöléssel 1997 JY4) a Naprendszer kisbolygóövében található aszteroida. T. Okuni fedezte fel 1997. május 1-jén.